# أبو مسلم الكجي
إبراهيم بن عبد الله بن مسلم بن ماعز بن المهاجر البصري، البصري، الكجي أو الكشي أبو مسلم (200 هـ- 292هـ) من أئمة الحديث وهو ثقة حافظ ، صاحب «السنن» . وعنده عدة أحاديث ثلاثية السند .وكان سريا نبيلا متمولا ، عالما بالحديث وطرقه ، عالي الإسناد ، قدم بغداد وازدحموا عليه ، مات ببغداد في سابع المحرم ، سنة اثنتين وتسعين ومائتين فنقل إلى البصرة ، ودفن بها ، وقد قارب المائة.

## أخباره
قال غنجار في «تاريخ بخارى» : أخبرنا أبو نصر أحمد بن محمد : سمعت جعفر بن محمد الطبسي يقول : كنا ببغداد ، ومعنا عبد الله مستملي صالح جزرة ، فقيل لأبي مسلم الكجي : هذا مستملي صالح . قال : ومن صالح؟ فقيل : صالح الجزري . قال : ويحكم ، ما أهونه عندكم ! ألا تقول : سيد المسلمين . وكنا في أخريات الناس فقدمنا ، فقال : كيف أخي وكبيري ؟ ما تريدون ؟ فقلنا : أحاديث محمد بن عرعرة ، وحكايات الأصمعي ، فأملى علينا عن ظهر قلب ، وكان ضريرا مخضوب اللحية .
رحل وسمع الكثير وكان حافظا متقنا قدم بغداذ وكان يملي برحبة غسان ويملي على سبعة مستملين كل واحد منهم يبلغ الذي خلفه ويكتب الناس عنه قياما بأيديهم المحابر فكان في مجلسه نيف وأربعون ألف محبرة سوى النظارة كذا قال سبط ابن الجوزي في المرآة واتفقوا على صدقه وثقته وكان قد نذر إذا حدث يتصدق بألف دينار فلما فرغوا من سماع السنن عليه عمل مأدبة للمحدثين أنفق فيها ألف دينار.

## روايته للحديث النبوي
- سمع في الحداثة من : أبي عاصم النبيل ، ومحمد بن عبد الله الأنصاري ، ومعاذ بن عوذ الله ، وعبد الرحمن بن حماد الشعيثي ، وعبد الملك بن قريب الأصمعي ، وسعيد بن سلام العطار ، وأبي زيد سعيد بن أوس الأنصاري . وبدل بن المحبر ، ومسلم بن إبراهيم ، وعبد الله بن رجاء ، وحجاج بن نصير ، وأبي الوليد ، وحجاج بن منهال ، وأبي عمر الضرير ، وسليمان بن داود الهاشمي ، وعثمان بن الهيثم المؤذن ، وخلق كثير .
- حدث عنه : أبو بكر النجاد ، وأبو بكر الشافعي ، وفاروق الخطابي ، وحبيب القزاز ، وأبو القاسم الطبراني ، وأبو بكر أحمد بن جعفر القطيعي ، والحسن بن سعد القرطبي ، والقاضي أبو أحمد العسال ، وأحمد بن طاهر الميانجي ، وأبو بكر الآجري ، وأبو محمد بن ماسي ، وخلق سواهم.[3]

## الجرح والتعديل
- أبو سعد السمعاني : من ثقات المحدثين وكبارهم.
- الخطيب البغدادي : ثقة.
- الدارقطني : صدوق ثقة.
- الذهبي : إمام حافظ شيخ عصره.
- عبد الغني بن سعيد الأزدي : ثقة نبيل.
- موسى بن هارون الحمال : ثقة.[5]